# Саобраћајно техничка школа „12. фебруар” Ниш
Саобраћајно техничка школа „12. фебруар” једна је од средњих школа у Нишу. Налази се у улици Београдска 22, у општини Црвени крст.

## Историјат
Почетак Саобраћајно техничке школе „12. фебруар” датира од 1948—1949. године када је Генерална дирекција Савезне металне индустрије при Министарству тешке индустрије донела одлуку о формирању средње школе за потребе тада младе нишке привреде. Нишки Народни лист, данашње Народне новине, је објавио 28. августа 1948. информацију под насловом „У Нишу се отвара металска индустријска школа”. Школа је почела са радом октобра 1948. године под називом Индустријска школа металне струке при Ливници и фабрици машина Јастребац. Радна организација под називом Школа ученика у привреди је основана 15. септембра 1952. и обухватала је Индустријску школу металне струке заједно са Школом ученика у привреди при Фабрици дувана и делом Градске ниже стручне школе мешовите струке. Од 1953. године школа носи име народног хероја Иве Лоле Рибара, а од 30. априла 1955. назив „Школа за ученике у привреди Иво Рибар Лола”. Трансформацијом школства 1969. године се формира Машински школски центар „Вељко Влаховић” и Машинско–техничка школа. Овај центар је расформиран 1981—1982. и формира се Техничка школа „12. фебруар”, као и школе „Станко Пауновић” (данашња Машинска школа) и Машинско–техничка школа (Прва техничка школа „Милутин Миланковић”). Средња стручна школа Ниш је основана Одлуком Владе Републике Србије о изменама Одлуке о мрежи јавних школа 9. августа 2018. и Одлуком о оснивању Средње стручне школе у Нишу и укидању Прве техничке школе „Милутин Миланковић” и Техничке школе „12. фебруар” у Нишу. Садрже подручја рада Саобраћај, Машинство и обрада метала и Геологија, рударство и металургија. Године 2018—2019. бројали су тридесет и седам одељења са 942 редовних ученика, од тога двадесет и три одељења у подручју рада Машинство и обрада метала и четрнаест одељења у подручју рада Саобраћај. Променили су назив 24. јуна 2022. у Саобраћајно техничка школа „12. фебруар” и од тада имају нове смерове Техничар за компјутерски управљане (ЦНЦ) машина и Оператер машинске обраде.